# Taufik Hidayat
Taufik Hidayat (Bandung, West-Java, 10 augustus 1981) is Indonesisch badminton-speler. Hij is voormalig wereldkampioen en olympisch kampioen in het mannen-enkelspel. Daarnaast was hij zesmaal Indonesisch kampioen (1999, 2000, 2002, 2003, 2004 en 2006).

## Olympische Spelen
Taufik Hidayat deed namens Indonesië mee aan de Olympische Spelen van 2004 (Athene), in het mannen-enkelspel. In de eerste ronde versloeg hij Hidetaka Yamada (Japan) en vervolgens Wong Choong Hann (Maleisië) in de tweede ronde.
In de kwartfinale stond hij tegenover Peter Gade uit Denemarken, die hij in twee sets wist te verslaan (15-12, 15-12), waarna hij doorging naar de halve finales. Hierin nam hij het op tegen Boonsak Ponsana uit Thailand. Ook deze wist hij redelijk gemakkelijk te verslaan, met 15-9 en 15-2. In de finale nam hij het op tegen de Zuid-Koreaan Shon Seung-mo. Ook deze wedstrijd werd in 2 sets gewonnen door Hidayat, 15-8 en 15-7. Hiermee won hij de enige gouden medaille voor Indonesië op de Olympische Spelen van 2004.

## Wereldkampioenschap
In 2005 deed Taufik Hidayat mee aan de Wereldkampioenschappen badminton. Hij bereikte de kwartfinale waar hij de Deen Kenneth Jonassen versloeg met 3-15, 15-10 en 15-7. In de halve finale versloeg hij de Maleisiër Lee Chong Wei met 15-3 en 15-12.
In de finale moest hij het opnemen tegen de nummer 1 van de wereld, de Chinees Lin Dan. Deze match won Hidayat in 2 sets, 15-3 en 15-7.

## Erelijst
- 6 maal winnaar mannen-enkelspel, Indonesia Open (1999, 2000, 2002, 2003, 2004 en 2006)
- 2 maal winnaar mannen-enkelspel, Aziatische Spelen (2002 en 2006)
- 1 maal winnaar mannen-enkelspel, Wereldkampioenschappen badminton (2005)
- 1 maal winnaar mannen-enkelspel, Badminton op de Olympische Zomerspelen (2004)
- 3 maal winnaar mannen-enkelspel, Aziatische badminton kampioenschappen (2000, 2004 en 2007)
- 3 maal winnaar mannen-enkelspel, Singapore Open (2001, 2004 en 2005)
- 2 maal winnaar mannen-enkelspel, China Open (2005, 2006)
- 1 maal winnaar mannen-enkelspel, Malaysia Open (2000)
- 1 maal winnaar mannen-enkelspel, Macau Open (2008)
- 1 maal winnaar mannen-enkelspel, India Open (2009)
- 1 maal winnaar mannen-enkelspel, US Open (2009)

## Medailles op Olympische Spelen en wereldkampioenschappen
| Logo van de Olympische Spelen | Onderdeel        | Resultaat |
| ----------------------------- | ---------------- | --------- |
| 2004                          | Mannen enkelspel | Goud      |
| WK                            | Onderdeel        | Resultaat |
| 2001                          | Mannen enkelspel | Brons     |
| 2005                          | Mannen enkelspel | Goud      |
| 2009                          | Mannen enkelspel | Brons     |
| 2010                          | Mannen enkelspel | Zilver    |